# Motello
Motello er en dansk film fra 1998.
- Manuskript og instruktion Michael Wikke og Steen Rasmussen.

Blandt de medvirkende kan nævnes:
- Allan Olsen
- Sidse Babett Knudsen
- Bent Warburg
- Solbjørg Højfeldt
- Bjarne Henriksen
- Peter Frödin
- Michael Wikke
- Steen Rasmussen
- Peter Reichhardt
- Pia Vieth
- Kai Løvring
- Helene Egelund
- Mads Larsen